# 財務省国際局
財務省国際局（ざいむしょう こくさいきょく、英: International Bureau, Ministry of Finance）は、日本の中央官庁である財務省の内部部局の一つである。
為替および国際金融市場の安定化、国際経済の調査・分析、国際機関での交渉、途上国支援の企画・立案などを主な業務としている。

## 沿革
- 1952年8月1日 - 「総理府」の外局であった「外国為替管理委員会」の廃止に伴い､「為替局」が設置される[1]。
- 1959年4月13日 - 「投資課」を設置。
- 1962年5月1日 - 「投資課」を「投資第一課」と「投資第二課」に分離。
- 1964年6月18日 - 「為替局」を「国際金融局」とし､「資金課」､「管理課」､「調査課」を再編。「国際機構課」､「国際収支課」､「短期資金課」になる。
- 1966年4月1日 - 「投資第三課」を設置。
- 1966年7月1日 - 「国際収支課」が「調査課」となる。
- 1986年6月10日 - 「企画課」を国際銀行業務に集中させるため､「金融業務課」と改称し､「短期資金課」は「為替資金課」と改称し、銀行行政を分離。「外資課」を「国際資本課」､「投資第一課」を「開発政策課」､「投資第二課」を「開発機関課」､「投資第三課」を「開発金融課」へとそれぞれ再編[2]。
- 1993年7月 - 金融に関する二国間交渉の窓口役となる「国際調整室」が「総務課」内に設置される[3]。
- 1998年6月22日 - 「国際金融局」を「国際局」へ再編。銀行や証券の海外業務を行う「金融業務課」､「国際資本課」の機能が「金融監督庁」に移される。

## 組織
- 局長
- 局次長
- 審議官（2）
- 参事官（副財務官）（2）
- 総務課
- 調査課
  - 外国為替室
  - 対外取引管理室
  - 投資企画審査室
    - 投資分析専門官

  - 為替実査室
    - 検査情報専門官（2人以内）

  - 外国為替調査官[注 1]
  - 国際投資企画官
  - 為替実査官（12人以内[注 2]）

- 国際機構課
  - 資金移転対策室
- 地域協力課
  - 国際調整室
  - 地域協力企画官
- 為替市場課
  - 資金管理室
  - 資金管理専門官
  - 国際収支専門官
- 開発政策課
  - 開発金融専門官
  - 国際保健専門官
- 開発機関課
  - 開発企画官

## 歴代局長
| 氏名         | 在任期間                                               | 前職                                                               | 後職                                                                                                 |
| 為替局長     | 為替局長                                               | 為替局長                                                           | 為替局長                                                                                             |
| ------------ | ------------------------------------------------------ | ------------------------------------------------------------------ | --- |
| 東條猛猪     | 1952年（昭和27年）8月1日 - 1955年（昭和30年）8月2日    | 主計局次長                                                         | 銀行局長                                                                                             |
| 石田正       | 1955年（昭和30年）8月2日 - 1957年（昭和32年）11月15日  | 大臣官房長                                                         | 銀行局長                                                                                             |
| 酒井俊彦     | 1957年（昭和32年）11月15日 - 1960年（昭和35年）4月12日 | 銀行局長                                                           | 退官                                                                                                 |
| 賀屋正雄     | 1960年（昭和35年）4月12日 - 1961年（昭和36年）6月16日  | 管財局長                                                           | 退官                                                                                                 |
| 福田久男     | 1961年（昭和36年）6月16日 - 1962年（昭和37年）5月16日  | 造幣局長                                                           | 退官                                                                                                 |
| 村上一       | 1962年（昭和37年）5月16日 - 1963年（昭和38年）4月22日  | 経済企画庁長官官房長                                               | 退官                                                                                                 |
| 渡辺誠       | 1963年（昭和38年）4月22日 - 1964年（昭和39年）6月17日  | 財務参事官                                                         | 国際金融局長                                                                                         |
| 国際金融局長 |                                                        |                                                                    | |
| 渡辺誠       | 1964年（昭和39年）6月18日 - 1965年（昭和40年）5月20日  | 為替局長                                                           | 退官                                                                                                 |
| 鈴木秀雄     | 1965年（昭和40年）5月20日 - 1966年（昭和41年）8月1日   | 大臣官房付 日本銀行政策委員会大蔵省代表委員 大臣官房財務調査官     | 退官                                                                                                 |
| 柏木雄介     | 1966年（昭和41年）8月1日 - 1968年（昭和43年）6月15日   | 財務参事官                                                         | 財務官                                                                                               |
| 村井七郎     | 1968年（昭和43年）6月15日 - 1969年（昭和44年）11月11日 | 財務参事官                                                         | 退官                                                                                                 |
| 奥村輝之     | 1969年（昭和44年）11月11日 - 1970年（昭和45年）10月9日 | 国際金融局次長                                                     | 退官                                                                                                 |
| 稲村光一     | 1970年（昭和45年）10月9日 - 1972年（昭和47年）6月27日  | 国際金融局次長                                                     | 財務官                                                                                               |
| 林大造       | 1972年（昭和47年）6月27日 - 1973年（昭和48年）6月26日  | 国際金融局次長                                                     | 退官、日本輸出入銀行海外投資研究所長                                                                 |
| 松川道哉     | 1973年（昭和48年）6月26日 - 1974年（昭和49年）6月26日  | 国際金融局次長                                                     | 大臣官房長                                                                                           |
| 大倉真隆     | 1974年（昭和49年）6月26日 - 1975年（昭和50年）7月8日   | 大臣官房審議官                                                     | 主税局長                                                                                             |
| 藤岡眞佐夫   | 1975年（昭和50年）7月8日 - 1977年（昭和52年）6月10日   | 国際金融局次長                                                     | 退官                                                                                                 |
| 旦弘昌       | 1977年（昭和52年）6月10日 - 1978年（昭和53年）6月17日  | 関税局長 税関研修所長                                              | 退官                                                                                                 |
| 宮崎知雄     | 1978年（昭和53年）6月17日 - 1979年（昭和54年）7月10日  | 国際金融局次長                                                     | 退官                                                                                                 |
| 加藤隆司     | 1979年（昭和54年）7月10日 - 1982年（昭和57年）6月1日   | 主計局次長                                                         | 理財局長                                                                                             |
| 大場智満     | 1982年（昭和57年）6月1日 - 1983年（昭和58年）6月7日    | 国際金融局次長                                                     | 財務官                                                                                               |
| 酒井健三     | 1983年（昭和58年）6月7日 - 1984年（昭和59年）6月27日   | 国税庁次長                                                         | 退官                                                                                                 |
| 行天豊雄     | 1984年（昭和59年）6月27日 - 1986年（昭和61年）6月10日  | 大臣官房審議官                                                     | 財務官                                                                                               |
| 内海孚       | 1986年（昭和61年）6月10日 - 1989年（平成元年）7月18日  | 外務省在アメリカ合衆国日本国大使館 特命全権公使 →6月2日 大臣官房付 | 財務官                                                                                               |
| 千野忠男     | 1989年（平成元年）7月18日 - 1991年（平成3年）7月24日   | 大臣官房審議官 銀行局金融先物取引所監理官 →6月23日 大臣官房付      | 財務官                                                                                               |
| 江沢雄一     | 1991年（平成3年）7月24日 - 1992年（平成4年）7月14日    | 国際金融局次長                                                     | 退官                                                                                                 |
| 中平幸典     | 1992年（平成4年）7月14日 - 1993年（平成5年）7月13日    | 国際金融局次長                                                     | 財務官                                                                                               |
| 加藤隆俊     | 1993年（平成5年）7月13日 - 1995年（平成7年）6月21日    | 国際金融局次長                                                     | 財務官                                                                                               |
| 榊原英資     | 1995年（平成7年）6月21日 - 1997年（平成9年）7月15日    | 会計センター所長 財政金融研究所長                                  | 財務官                                                                                               |
| 黒田東彦     | 1997年（平成9年）7月15日 - 1998年（平成10年）6月21日   | 会計センター所長 財政金融研究所長                                  | 財務官                                                                                               |
| 国際局長     |                                                        |                                                                    | |
| 黒田東彦     | 1998年（平成10年）6月22日 - 1999年（平成11年）7月8日   | 国際金融局長                                                       | 財務官                                                                                               |
| 溝口善兵衛   | 1999年（平成11年）7月8日 - 2003年（平成15年）1月14日   | 大臣官房長                                                         | 財務官                                                                                               |
| 渡辺博史     | 2003年（平成15年）1月14日 - 2004年（平成16年）7月2日   | 国際局次長                                                         | 財務官                                                                                               |
| 井戸清人     | 2004年（平成16年）7月2日 - 2006年（平成18年）7月28日   | 国際局次長                                                         | 退官、日本銀行理事                                                                                   |
| 篠原尚之     | 2006年（平成18年）7月28日 - 2007年（平成19年）7月10日  | 国際局次長                                                         | 財務官                                                                                               |
| 玉木林太郎   | 2007年（平成19年）7月10日 - 2009年（平成21年）7月14日  | 国際局次長                                                         | 財務官                                                                                               |
| 中尾武彦     | 2009年（平成21年）7月14日 - 2011年（平成23年）8月2日   | 国際局次長                                                         | 財務官                                                                                               |
| 木下康司     | 2011年（平成23年）8月2日 − 2012年（平成24年）8月17日   | 大臣官房総括審議官                                                 | 主計局長                                                                                             |
| 山崎達雄     | 2012年（平成24年）8月17日 - 2014年（平成26年）7月4日   | 国際局次長                                                         | 財務官                                                                                               |
| 浅川雅嗣     | 2014年（平成26年）7月4日 - 2015年（平成27年）7月7日    | 大臣官房総括審議官 財務大臣事務担当秘書官                          | 財務官                                                                                               |
| 門間大吉     | 2015年（平成27年）7月7日 - 2016年（平成28年）6月17日   | 会計センター所長 財務総合政策研究所長                              | 退官 世界平和研究所研究顧問 アフリカ開発協会副会長 日本生命特別顧問 グローバルヘルス技術振興基金理事 |
| 武内良樹     | 2016年（平成28年）6月17日 - 2019年（令和元年）7月5日   | 近畿財務局長                                                       | 財務官                                                                                               |
| 岡村健司     | 2019年（令和元年）7月5日 - 2020年（令和2年）7月20日    | 国際局次長                                                         | 財務官                                                                                               |
| 神田眞人     | 2020年（令和2年）7月20日 - 2021年（令和3年）7月7日     | 大臣官房総括審議官                                                 | 財務官                                                                                               |
| 三村淳       | 2021年（令和3年）7月8日 - 2024年（令和6年）7月31日     | 大臣官房審議官（国際局担当）                                       | 財務官                                                                                               |
| 土谷晃浩     | 2024年（令和6年）7月31日 - 2025年（令和7年）7月1日     | 国際局次長                                                         | 辞職                                                                                                 |
| 緒方健太郎   | 2025年（令和7年）7月1日 -                              | 国際局次長                                                         | （現職）                                                                                             |

## 歴代局次長
| 氏名           | 在任期間                                              | 前職                                             | 後職                                                                  | 備考                   |
| 国際金融局次長 | 国際金融局次長                                        | 国際金融局次長                                   | 国際金融局次長                                                        | 国際金融局次長         |
| -------------- | ----------------------------------------------------- | ------------------------------------------------ | --------------------------------------------------------------------- | ---------------------- |
| 榊原英資       | 1993年（平成5年）7月13日 - 1994年（平成6年）7月13日   | 大臣官房審議官（国際金融局担当）                 | 会計センター所長 財政金融研究所長                                     |                        |
| 久保田勇夫     | 1994年（平成6年）7月13日 - 1995年（平成7年）6月20日   | 大臣官房審議官（国際金融局担当）                 | 関税局長                                                              |                        |
| 黒田東彦       | 1995年（平成7年）6月20日 - 1996年（平成8年）7月12日   | 大臣官房審議官（国際金融局担当）                 | 会計センター所長 財政金融研究所長                                     |                        |
| 浜中秀一郎     | 1996年（平成8年）7月12日 - 1997年（平成9年）7月15日   | 大臣官房審議官（国際金融局担当）                 | 会計センター所長 財政金融研究所長                                     |                        |
| 井川紀道       | 1997年（平成9年）7月15日 - 1998年（平成10年）6月22日  | 大臣官房審議官（国際金融局（開発問題）担当）     | 国際局次長                                                            |                        |
| 国際局次長     |                                                       |                                                  |                                                                       |                        |
| 井川紀道       | 1998年（平成10年）6月22日 - 1998年（平成10年）7月1日  | 国際金融局次長                                   | 世界銀行グループMIGA長官                                              |                        |
| 中井省         | 1998年（平成10年）7月1日 - 1999年（平成11年）7月8日   | 大臣官房審議官（銀行局担当）                     | 財政金融研究所長                                                      |                        |
| 岩下正         | 1999年（平成11年）7月8日 - 2002年（平成14年）7月      | 大臣官房付                                       | 会計センター所長 財務総合政策研究所長                                 |                        |
| 渡辺博史       | 2002年（平成14年）7月 - 2003年（平成15年）1月14日     | 大臣官房審議官（国際局担当）                     | 国際局長                                                              |                        |
| 井戸清人       | 2003年（平成15年）1月14日 - 2004年（平成16年）7月2日  | 大臣官房審議官（国際局担当）                     | 国際局長                                                              |                        |
| 小寺清         | 2004年（平成16年）7月2日 - 2005年（平成17年）10月     | 大臣官房審議官（国際局担当）                     | 大臣官房参事官（副財務官）                                            |                        |
| 篠原尚之       | 2005年（平成17年）10月 - 2006年（平成18年）7月28日    | 大臣官房審議官（国際局、主税局担当）             | 国際局長                                                              |                        |
| 玉木林太郎     | 2006年（平成18年）7月28日 - 2007年（平成19年）7月24日 | 大臣官房審議官（国際局担当）                     | 国際局長                                                              | 事務取扱 国際局長      |
| 中尾武彦       | 2007年（平成19年）7月24日 - 2009年（平成21年）7月24日 | 大臣官房付                                       | 国際局長                                                              | 事務取扱 国際局長      |
| 古澤満宏       | 2009年（平成21年）7月24日 - 2010年（平成22年）7月31日 | 大臣官房付                                       | 大臣官房付派遣職員 （国際通貨基金理事）                               |                        |
| 山崎達雄       | 2010年（平成24年）7月30日 - 2012年（平成24年）8月17日 | 金融庁総務企画局参事官（競争力強化、国際担当）   | 国際局長                                                              |                        |
| 浅川雅嗣       | 2012年（平成24年）8月17日 - 2013年（平成25年）6月28日 | 大臣官房審議官（副財務官、大臣官房、主税局担当） | 大臣官房総括審議官                                                    | 財務大臣事務担当秘書官 |
| 梶川幹夫       | 2013年（平成25年）6月28日 - 2014年（平成26年）6月24日 | 大臣官房参事官（副財務官、大臣官房、国際局担当） | 大臣官房付派遣職員 （国際通貨基金理事）                               |                        |
| 山崎達雄       | 2014年（平成26年）6月24日 - 2014年（平成26年）7月4日  | 国際局長                                         | 財務官                                                                | 事務取扱 国際局長      |
| 武内良樹       | 2014年（平成26年）7月4日 - 2015年（平成27年）7月7日   | 大臣官房審議官（国際局担当）                     | 近畿財務局長                                                          |                        |
| 吉田正紀       | 2015年（平成27年）7月7日 - 2016年（平成27年）6月17日  | 大臣官房審議官（国際局担当）                     | 主税局参事官                                                          |                        |
| 土井俊範       | 2016年（平成28年）6月17日 - 2017年（平成29年）7月11日 | 大臣官房審議官（国際局担当）                     | 会計センター所長 財務総合政策研究所長                                 |                        |
| 岡村健司       | 2017年（平成29年）7月11日 - 2019年（令和元年）7月5日  | 大臣官房審議官（国際局担当）                     | 国際局長                                                              |                        |
| 宮原隆         | 2019年（令和元年）7月5日 - 2020年（令和2年）7月20日   | 大臣官房審議官（国際局担当）                     | 会計センター所長 財務総合政策研究所長                                 |                        |
| 有泉秀         | 2020年（令和2年）7月20日 - 2021年（令和3年）7月16日   | 大臣官房審議官（国際局担当）                     | 金融庁総合政策局審議官（国際、監督局担当） 金融庁総合政策局国際総括官 |                        |
| 土谷晃浩       | 2021年（令和3年）7月16日 - 2024年7月31日              | 大臣官房審議官（国際局担当）                     | 国際局長                                                              |                        |
| 渡部康人       | 2024年（令和6年）7月31日 - 2025年5月23日              | 国際局局付                                       | 国際局局付 派遣職員［ＡＳＥＡＮ＋３マクロ経済リサーチ・オフィス］     |                        |
| 緒方健太郎     | 2025年（令和7年）5月23日 - 2025年7月1日               | 大臣官房審議官（国際局担当）                     | 国際局長                                                              | 前職との兼任           |
| 緒方健太郎     | 2025年（令和7年）7月1日 - 2025年（令和7年）7月7日     | 国際局次長                                       | 事務取扱兼任解除                                                      | 事務取扱               |
| 今村英章       | 2025年（令和7年）7月7日 -                             | 大臣官房付派遣職員（国際復興開発銀行）           | （現職）                                                              |                        |